# رهاسازی (فیلم)
رهاسازی یا رهایی (به انگلیسی: Emancipation) یک فیلم اکشن و دلهره‌آور آمریکایی به کارگردانی آنتوان فوکوآ، نویسندگی ویلیام ان. کولاژ و با بازی ویل اسمیت است. ایدهٔ فیلم از جویی مک‌فارلند گرفته شد، که پیش از استخدام ستاره و فیلمساز سال‌ها همراه با کولاژ در تحقیق و توسعه آن گذراند.
رهاسازی نخستین بار در ۱ اکتبر ۲۰۲۲ در واشینگتن، دی.سی. نمایش داده شد، و پس از اکران سینمایی محدودی در ۲ دسامبر، به‌صورت آنلاین از طریق اپل تی‌وی پلاس در ۹ دسامبر ۲۰۲۲ منتشر شد. این فیلم نقدهای متفاوتی از سوی منتقدان دریافت کرد، که عملکرد اسمیت را ستودند، اما از فیلمنامه و مدیریت آن نسبت به رویدادهای واقعی انتقاد کردند.

## طرح داستان
برده‌ای به نام پیتر پس از اینکه تقریباً تا حد مرگ شلاق زده می‌شود، از مزرعه‌ای در لوئیزیانا از دست شکارچیان سنگدل فرار کرده و به سمت ایالات متحده شمالی می‌رود و در آنجا به ارتش اتحادیه می‌پیوندد. این فیلم بر اساس داستان واقعی یک برده فراری به نام گوردون ساخته شده‌است. عکس‌هایی از کمر برهنه او که به‌شدت از شلاق‌های یک ناظر شلاق خورده بود، در سراسر جهان در سال ۱۸۶۳ منتشر شد و جنبش لغو ظلم بردگی آمریکا را اثبات کرد.

## بازیگران
- ویل اسمیت در نقش پیتر
- بن فاستر در نقش فاسل
- استیون آگ در نقش گروهبان هاوارد
- چارمین بینگوا در نقش دودین
- گیلبرت اوور در نقش گوردون
- مصطفی شاکر در نقش آندره کایلو
- گرانت هاروی در نقش لیدز
- رونی جن بلوینز در نقش هرینگتون
- تیموتی هاتن در نقش سناتور جان لیونز
- جیسون وارنر اسمیت در نقش کاپیتان جان لیونز
- جبار لوئیس در نقش توماس
- مایکل لوووی در نقش جان
- هارون موتن در نقش دانش
- ایمانی پولوم

## تولید
در ۱۵ ژوئن ۲۰۲۰، گزارش شد که آنتوان فوکوآ کارگردانی رهاسازی را بر اساس یک فیلمنامه گمانی نوشته شده توسط ویلیام کاتج همراه با ویل اسمیت خواهد ساخت.
برادران وارنر، مترو گلدوین مایر، لاینزگیت و یونیورسال پیکچرز برای این فیلم پیشنهاد دادند اما در نهایت اپل حق پخش آن را به مبلغ بیش از ۱۳۰ میلیون دلار به دست آورد. در اوت ۲۰۲۱، بن فاستر، چارمین بینگوا، گیلبرت اوور و مصطفی شاکر به بازیگران پیوستند.
در ابتدا انتظار می‌رفت که فیلمبرداری اصلی در ۳ می ۲۰۲۱ در لس آنجلس آغاز شود. بعداً قرار بود فیلمبرداری آن در ۲۱ ژوئن ۲۰۲۱ در جورجیا آغاز شود، اما در ۱۲ آوریل، اعلام شد که فیلم در جای دیگری به دلیل قانون صداقت انتخاباتی ۲۰۲۱ که اخیراً تصویب شده‌است، فیلمبرداری خواهد شد. اسمیت و فوکوا در بیانیه ای مشترک گفتند: «ما با وجدان نمی‌توانیم از دولتی حمایت اقتصادی کنیم که قوانین رای‌گیری واپس‌گرایانه را وضع می‌کند که برای محدود کردن دسترسی رای‌دهندگان طراحی شده‌است.» هزینه انتقال مکان حدود ۱۵ میلیون دلار گزارش شده‌است. فیلمبرداری از ۱۲ ژوئیه تا ۲۱ اوت ۲۰۲۱ در نیواورلئان اعلام شد در ۲ اوت، فیلمبرداری به دلیل مثبت شدن چندین آزمایش کووید ۱۹ به مدت پنج روز متوقف شد. بازیگران اضافی برای این فیلم در ماه نوامبر اعلام شد.

## انتشار
رهاسازی نخستین بار در ۱ اکتبر ۲۰۲۲ در واشینگتن، دی.سی. نمایش داده شد. این فیلم اکران سینمایی محدودی را در ۲ دسامبر ۲۰۲۲ داشت و سپس در ۹ دسامبر به صورت آنلاین از طریق اپل تی‌وی پلاس منتشر شد.
در ماه مه ۲۰۲۲، طبق گزارش‌ها، اکران این فیلم تا سال ۲۰۲۳ به تعویق افتاد، و دلایل آن تاخیرهای تولیدی متعدد، جنجال بر سر سیلی‌زدن اسمیت به کریس راک در نود و چهارمین دوره جوایز اسکار، و برنامه شلوغ اکران فیلم از سوی اپل گزارش شد.

## بازخورد
در وبگاه جمع‌آوری نقد راتن تومیتوز، ٪۴۶ از ۱۴۹ بررسی منتقدان مثبت است و میانگینِ امتیاز آن ۵٫۶/۱۰ است. اجماع این وبگاه چنین می‌نویسد: «رهاسازی به عنوان یک فیلم اکشن عمل می‌کند — البته فیلمی که به طرز ناراحت‌کننده‌ای در تضاد با مدیریت ناخوشایند وقایع واقعی زندگی است که الهام‌بخش داستان هیجان‌انگیز آن است.» این فیلم در متاکریتیک که از میانگین وزنی استفاده می‌کند، بر اساس نظر ۳۹ منتقدین امتیاز ۵۳ از ۱۰۰ را کسب کرده که نشان‌گر «نقدهای مختلط یا متوسط» است.